# Back to the Street
Back to the Street é o oitavo álbum de estúdio da banda Petra, lançado em 1986. É o primeiro disco com o novo vocalista John Schlitt, antigo vocalista da banda Head East. O disco atingiu o nº 4 do Top Contemporary Christian e foi indicado ao Grammy Awards na categoria Best Gospel Performance (Duo Or Group) em 1987.
Em 2011, "Back to the Street" entrou para o rol dos "500 melhores albuns de todos os tempos da Música Cristã Contemporânea".
| Críticas profissionais                                                      | Críticas profissionais |
| Avaliações da crítica                                                       | Avaliações da crítica  |
| Fonte                                                                       | Avaliação              |
| --------------------------------------------------------------------------- | ---------------------- |
| allmusic                                                                    | [ 5 ]                  |
| Esta tabela precisa de ser acompanhada por texto em prosa. Consulte o guia. |                        |

## Faixas
Todas as músicas por Bob Hartman, exceto onde anotado
1. "Back to the Street" – 4:14
2. "You Are I Am" – 3:08
3. "Shakin the House" (Bob Hartman e John Lawry) – 4:28
4. "King's Ransom" – 4:18
5. "Whole World" – 4:50
6. "Another Crossroad" – 3:50
7. "Run for Cover" – 3:15
8. "Fool's Gold" – 4:48
9. "Altar Ego" – 4:43
10. "Thankful Heart" (Bob Hartman e Dino Elefante) – 3:17

## Créditos
- Bob Hartman - Guitarra
- John Schlitt - Vocal
- John Lawry - Teclados, vocal
- Mark Kelly - Baixo, vocal
- Louie Weaver - Bateria